# Isospin
En physique nucléaire et en physique des particules, l'isospin (noté I) est un nombre quantique dans le domaine de l’interaction forte. Plus précisément, la symétrie d'isospin est un sous-ensemble de la symétrie de saveur vue plus largement dans les interactions des baryons et des mésons.
Le nom de ce concept contient le terme spin parce que sa description quantique est mathématiquement similaire au moment cinétique (en particulier dans la manière dont il est couplé, par exemple, une paire de proton-neutron peut être couplée soit dans un état d'isospin 1 ou 0). Contrairement au moment cinétique, il s'agit d'une quantité adimensionnelle, et n'est pas un type de spin.
Étymologiquement, le terme est une contraction de spin isotopique, qui est un terme assez peu approprié, les physiciens préférant le terme spin isobare, qui est plus précis quant à son sens.

## Histoire
L'isospin a été suggéré par Werner Heisenberg en 1932 pour montrer que le proton et le neutron peuvent être traités comme deux états distincts d'une même particule : le nucléon. En effet, le proton et le neutron ont des propriétés très similaires, mis à part leur différence de charge.
Heisenberg a introduit l'isospin pour expliquer le fait que l'intensité de l'interaction forte entre deux protons est sensiblement égale à celle entre deux neutrons ou entre un proton et un neutron, à la différence près que l'interaction électromagnétique dépend de la charge électrique des particules qui interagissent.
L'idée d'Heisenberg était que les protons et les neutrons étaient deux états physiques de la même particule, le nucléon, de la même façon qu'un fermion présente deux états de spin différents, haut et bas. Cependant, même en faisant abstraction de l'interaction électromagnétique, le proton et le neutron ne sont pas parfaitement symétriques, l'isospin n'est donc pas une symétrie parfaite de l'interaction forte.

## Symétrie
Dans le cadre du modèle standard, l'invariance d'isospin de l'interaction forte est due au fait que les particules ne diffèrent que par l'échange d'un quark haut par un quark bas ou vice-versa. Elles se comportent sensiblement de la même façon du point de vue de cette interaction, et ceci indépendamment de la saveur de la particule. Ce n'est pas le cas de l'interaction électromagnétique et de l'interaction faible qui dépendent de la saveur des quarks.

## SU(2)
La description mathématique de l'isospin est la même que celle du spin, d'où vient le nom isospin. Pour être plus précis, la symétrie d'isospin est donnée par l'invariance de l'hamiltonien de l'interaction forte sous l'action du groupe de Lie SU(2). Le neutron et le proton sont associés au doublet (similaire au spin 1/2) de SU(2), et les pions sont associés au triplet (similaire au spin 1) de SU(2).
Construction des états d'un système nucléon-nucléon semblable à l'addition de 2 spins {\displaystyle {\tfrac {1}{2}}} :
{\displaystyle {\begin{cases}\vert I=1,I_{3}=1\rangle =pp\\\vert I=1,I_{3}=0\rangle ={\sqrt {\frac {1}{2}}}(pn+np)\\\vert I=1,I_{3}=-1\rangle =nn\end{cases}}}
{\displaystyle \vert I=0,I_{3}=0\rangle ={\sqrt {\tfrac {1}{2}}}(pn-np)}

## Sources
- (en) Donald H. Perkins, Introduction to High Energy Physics, Cambridge University Press, 4e édition, 2000, 440 pages,  (ISBN 0-521-62196-8)  (ISBN 978-0521621960)
- (en) Francis Halzen et Alan D. Martin, Quarks & Leptons : An Introductory Course in Modern Particle Physics, Wiley, 1984, 416 pages  (ISBN 0471887412)
- (de) Povh, Rith, Scholz et Zetsche, Teilchen und Kerne, eine Einführung in die physikalischen Konzepte, Springer, Berlin Heidelberg, 7e édition, 2006, 417 pages,  (ISBN 3540366857)  (ISBN 978-3540366850)